# Zubieta
Zubieta là một đô thị trong tỉnh và cộng đồng tự trị Navarre, Tây Ban Nha. Đô thị này có dân số là 285 người. Đô thị Zubieta có diện tích 18,063 km2, nằm ở độ cao 207 m trên mực nước biển, cách tỉnh lỵ 60 km. Đây là một trong các đô thị ở Navarre sử dụng tiếng Basque làm ngôn ngữ chính thức.

## Biến động dân số
| Biến động dân số theo thời gian                       | Biến động dân số theo thời gian | Biến động dân số theo thời gian | Biến động dân số theo thời gian | Biến động dân số theo thời gian | Biến động dân số theo thời gian | Biến động dân số theo thời gian | Biến động dân số theo thời gian | Biến động dân số theo thời gian | Biến động dân số theo thời gian | Biến động dân số theo thời gian |
| 1996                                                  | 1998                            | 1999                            | 2000                            | 2001                            | 2002                            | 2003                            | 2004                            | 2005                            | 2006                            | 2007                            |
| ----------------------------------------------------- | ------------------------------- | ------------------------------- | ------------------------------- | ------------------------------- | ------------------------------- | ------------------------------- | ------------------------------- | ------------------------------- | ------------------------------- | ------------------------------- |
| 321                                                   | 308                             | 314                             | 307                             | 298                             | 293                             | 293                             | 292                             | 299                             | 297                             | 309                             |
| Nguồn: Zubieta et instituto de estadística de navarra |                                 |                                 |                                 |                                 |                                 |                                 |                                 |                                 |                                 |                                 |